# آیت حدو یوسف
آیت حدو یوسف (به فرانسوی: Ait Haddou Youssef) یک منطقهٔ مسکونی در مراکش است که در مراکش تانسیفت الحوز واقع شده‌است.

## خصوصیات
آیت حدو یوسف ۵٬۵۵۷ نفر جمعیت دارد.